# منهتن کوچک
منهتن کوچک (انگلیسی: Little Manhattan) فیلمی در ژانر کمدی رمانتیک به کارگردانی مارک لوین است که در سال ۲۰۰۵ منتشر شد.

## خلاصه فیلم
"گیب" یازده ساله وقتی در کلاس کاراته با دوست دوران مهدکودک خود "رزماری" یازده ساله برخورد می‌کند اولین عشقش را تجربه می‌کند.او که با احساس جدید خود و طلاق پدر و مادرش گیج شده‌است احساس خوشایند و ناشناخته‌ای را تجربه می‌کند و...

## بازیگران
- جاش هاچرسون در نقش گابریل بارتون
- برادلی وایتفورد در نقش آدام بارتون
- سینتیا نیکسون در نقش لسلی بارتون
- ویلی گارسون در نقش رالف
- جس وایکسلر
- ژاکلین لاول